# Hideo Takubo
Hideo Takubo (田久 保英夫, Takubo Hideo) (né le 25 janvier 1928, mort le 14 avril 2001) est un auteur japonais renommé. Il étudie la littérature française à l'université Keiō et remporte le prix Akutagawa en 1969 pour Fukaikawa (Profonde rivière), le prix Yomiuri en 1985 pour Kaizu et le prix Noma de littérature en 1987 pour Kodamashu.
Un seul de ses textes a été traduit en français (Le Goût du nectar, dans Le Désir - Anthologie de nouvelles japonaises contemporaines Tome 2, nouvelle traduite par Pascale Simon, Éditions du Rocher, 2007).